# تيم هيلي
تيم هيلي (بالإنجليزية: Tim Healy)‏ هو ممثل بريطاني، ولد في 29 يناير 1952 في Benwell ‏ في المملكة المتحدة.

## وصلات خارجية
- تيم هيلي على موقع IMDb (الإنجليزية)
- تيم هيلي على موقع ميوزك برينز (الإنجليزية)
- تيم هيلي على موقع ديسكوغز (الإنجليزية)
- تيم هيلي على موقع قاعدة بيانات الفيلم (الإنجليزية)